# Zahlungsbereitschaft (Volkswirtschaft)
Unter der Zahlungsbereitschaft (englisch willingness to pay, WTP) versteht man in der Finanzwissenschaft und der Volkswirtschaftslehre den Preis, den ein Wirtschaftssubjekt aus seinem gegebenen Einkommen beim Güterkauf oder der Inanspruchnahme von Dienstleistungen zu zahlen bereit wäre.

## Allgemeines
Mit dem Konstrukt der Zahlungsbereitschaft haben sich außerhalb der Volkswirtschaftslehre verschiedene Fachgebiete befasst, darunter die Psychologie und die Betriebswirtschaftslehre. Finanzwissenschaft und Volkswirtschaftslehre verfolgen dabei unterschiedliche Konzepte mit unterschiedlichen Begriffsinhalten für die Zahlungsbereitschaft. Während die Volkswirtschaftslehre die Zahlungsbereitschaft eines Konsumenten bei seiner Kaufentscheidung von Konsumgütern untersucht, analysieren Finanzwissenschaft, Gesundheitsökonomik und Umweltökonomik die Zahlungsbereitschaft ausschließlich bei öffentlichen Gütern.
Der Begriff der Zahlungsbereitschaft wird auch benutzt, wenn ein Nachfrager mit einer bestimmten Preissensivität beispielsweise eine Kaufentscheidung zwischen mehreren Beförderungsklassen oder Substitutionsgütern mit unterschiedlichen Preisniveaus treffen muss. Ist seine Zahlungsbereitschaft auf eine günstigere Preisklasse (wie etwa ein Standardgut oder die niedrigste Hotel-Preisklasse Tourist) begrenzt, so erhält er weniger Komfort und eine geringere Produkt- oder Dienstleistungsqualität sowie einen geringeren Kundennutzen als bei einem Luxusgut (etwa Luxusklasse bei Autos).
Auch in der Betriebswirtschaftslehre wird mit der Zahlungsbereitschaft von Unternehmen bzw. Konsumenten gearbeitet. Damit kommt eine etwas abweichende Definition zum Zuge (siehe: Zahlungsbereitschaft (Betriebswirtschaft)).

## Finanzwissenschaft, Gesundheitsökonomik und Umweltökonomik
Zahlungsbereitschaft ist hier der Preis, den ein Wirtschaftssubjekt aus seinem gegebenen Einkommen für die Bereitstellung öffentlicher Güter zu zahlen bereit wäre. In diesen Disziplinen werden Zahlungsbereitschaftsanalysen genutzt, um:
- Präferenzen für öffentliche Güter zu ermitteln;
- Verteilungswirkungen öffentlicher Leistungen abzuschätzen;
- Kosten-Nutzen-Analysen bei öffentlichen Ausgaben durchzuführen;
- Opportunitätskosten herauszufinden, etwa bei Umweltnutzungen.

Man vermutet, dass die Zahlungsbereitschaftsanalyse durch das Trittbrettfahrerproblem systematisch unterschätzte Beträge liefert. Es wird deshalb als Zahlungsbereitschaft auch ermittelt, was ein Wirtschaftssubjekt bei Wegfall der öffentlichen Leistung als Ausgleich für den entgangenen Nutzen zahlen würde.
Das Trittbrettfahrerproblem taucht beim öffentlichen Gut „Umwelt“ auf, indem Wirtschaftssubjekte die Umwelt unentgeltlich nutzen, ohne dabei ihre wahre Zahlungsbereitschaft für das Gut Umwelt offenbaren zu müssen; ein Knappheitspreis kann sich deshalb nicht bilden. Da kein Wirtschaftssubjekt von der Nutzung der Umwelt ausgeschlossen werden kann (Exklusionsgrad = 0), kommt es zur Übernutzung der Ressource Umwelt.

## Volkswirtschaftslehre
Dem Nutzen eines Gutes steht dessen Kaufpreis gegenüber, so dass die Zahlungsbereitschaft oder der Reservationspreis (englisch reservation price) eines Konsumenten als Maß für den wahrgenommenen Nutzen eines Produktes verwendet werden kann. In der Literatur werden im Wesentlichen drei Dimensionen der Zahlungsbereitschaft eines Konsumenten unterschieden:
- Die Zahlungsbereitschaft entspricht dem maximalen Kaufpreis, zu dem ein Konsument bereit ist, eine Einheit eines Gutes zu kaufen (100 % Kaufwahrscheinlichkeit; englisch floor reservation price).
- Die Zahlungsbereitschaft entspricht dem maximalen Kaufpreis, bei dem ein Konsument indifferent ist zwischen einem Kauf bzw. Nichtkauf (50 % Kaufwahrscheinlichkeit; englisch indifference reservation price). Er ist der eigentliche Reservationspreis.
- Die Zahlungsbereitschaft entspricht dem minimalen Preis, ab dem ein Konsument definitiv nicht mehr bereit ist, eine Einheit eines bestimmten Produktes zu kaufen (0 % Kaufwahrscheinlichkeit; englisch ceiling reservation price).

Diese Spannweite, die so genannte WTP-Range, umfasst den sicheren Kauf bis hin zum sicheren Nicht-Kauf.
In einer abstrakteren Fassung bestehen Zahlungsbereitschaften auch für Güter, die nicht auf Märkten gehandelt werden  (Nichtmarktgüter). Für diese Güter gibt es entsprechend keine Marktpreise. Zahlungsbereitschaften sind hier ein allgemeiner Ausdruck der Präferenzen eines Wirtschaftssubjekts im Hinblick auf die Erlangung eines Vorteils oder die Abwendung eines Nachteils, dargestellt als Geldwert. Statt als Preis für ein Gut kann sich die Zahlungsbereitschaft in der maximal akzeptierten Einkommens- oder Steueränderung ausdrücken.

## Wirtschaftliche Aspekte
An Börsen erzielen Verkäufer mit einem Reservationspreis über dem Einheitspreis und Käufer mit einer Zahlungsbereitschaft unter dem Einheitspreis eine Rente in Höhe der Differenz zwischen Einheitspreis und Reservationspreis beziehungsweise Zahlungsbereitschaft. Da Börsen den Reservationspreis der Verkäufer und die Zahlungsbereitschaft der Käufer gleichzeitig verarbeiten, wird die Informationsasymmetrie vermindert.
Die Konsumentenrente ist die Differenz aus dem Preis, den der Konsument für ein Gut zu zahlen bereit ist (Reservationspreis) und dem Gleichgewichtspreis, den der Konsument aufgrund der Marktverhältnisse tatsächlich zahlen muss (Marktpreis).
Da öffentliche Güter und Gemeingüter meist kostenlos oder nicht kostendeckend zur Verfügung stehen, spielt die Zahlungsbereitschaft der Nachfrager lediglich eine untergeordnete Rolle; der Preis spiegelt die Präferenzen der Verbraucher wider.